# 177-й гвардейский истребительный авиационный полк
177-й гвардейский истребительный авиационный Дебреценский ордена Суворова полк (177-й гв. иап) — воинская часть Военно-воздушных сил (ВВС) Вооружённых Сил РККА, принимавшая участие в боевых действиях Великой Отечественной войны.

## Наименования полка
За весь период своего существования полк несколько раз менял своё наименование:
- 193-й истребительный авиационный полк;
- 177-й гвардейский истребительный авиационный полк;
- 177-й гвардейский истребительный авиационный Дебреценский полк;
- 177-й гвардейский истребительный авиационный Дебреценский ордена Суворова полк;
- 177-й гвардейский истребительный авиационный Дебреценский ордена Суворова полк ПВО;
- Полевая почта 36660;
- 125-й гвардейский зенитно-ракетный Дебреценский ордена Суворова полк.

| И-16 | Ла-7 | Ла-5 | ЛаГГ-3 |

## Создание полка
177-й гвардейский истребительный авиационный полк образован переименованием 2 июля 1944 года 193-го истребительного авиационного полка в гвардейский за образцовое выполнение боевых задач и проявленные при этом мужество и героизм

## Переформирование полка
177-й гвардейский Дебреценский ордена Суворова истребительный авиационный полк был переформирован 11 мая 1961 года в 125-й гвардейский Дебреценский ордена Суворова зенитно-ракетный полк.

## В действующей армии
В составе действующей армии:
- с 2 июля 1944 года по 11 мая 1945 года.

## Командиры полка
- майор Галицын Георгий Михайлович[4], 05.1941 — 24.06.1941
- майор Сухорученко Иван Фёдорович[4], 24.06.1941 — 05.1942
- батальонный комиссар Ефимов Иван Фёдорович[4], 05.1942 — 02.1943
- майор Муразанов Иван Петрович[4], 02.1943 — 07.1943
- майор Черненко Николай Никифорович[4], 07.1943 — 09.09.1943
- подполковник Пятаков, Григорий Михайлович[4], 09.1943 — 31.01.1945
- майор, подполковник Угроватов Пётр Васильевич[4], 01.02.1945 — 11.1947

## В составе соединений и объединений
| Период        | Фронт (округ)               | армия                        | корпус                                                 | дивизия                                             | примечание                                     |
| ------------- | --------------------------- | ---------------------------- | ------------------------------------------------------ | --------------------------------------------------- | ---------------------------------------------- |
| 20.10.1943 г. | 2-й Украинский фронт        | 5-я воздушная армия          | 4-й истребительный авиационный корпус                  | 302-я истребительная авиационная дивизия            | Ла-5                                           |
| 02.07.1944 г. | 2-й Украинский фронт        | 5-я воздушная армия          | 3-й гвардейский истребительный авиационный корпус      | 14-я гвардейская истребительная авиационная дивизия | Ла-5                                           |
| 01.04.1945 г. | 2-й Украинский фронт        | 5-я воздушная армия          | 3-й гвардейский истребительный авиационный корпус      | 14-я гвардейская истребительная авиационная дивизия | Ла-7                                           |
| 11.05.1945 г. | 2-й Украинский фронт        | 5-я воздушная армия          | 3-й гвардейский истребительный авиационный корпус      | 14-я гвардейская истребительная авиационная дивизия | Ла-7                                           |
| 05.06.1945 г. | Южная группа войск          | 17-я воздушная армия         | 3-й гвардейский истребительный авиационный корпус      | 14-я гвардейская истребительная авиационная дивизия | Ла-7, Болгария                                 |
| 29.10.1947 г. | Закавказский военный округ  | 7-я воздушная армия          | 3-й гвардейский истребительный авиационный корпус      | 14-я гвардейская истребительная авиационная дивизия | Ла-7                                           |
| 10.01.1949 г. | Закавказский военный округ  | 34-я воздушная армия         | 72-й гвардейский истребительный авиационный корпус     | 92-я гвардейская истребительная авиационная дивизия | Ла-7, переименование частей                    |
| 21.06.1949 г. | Закавказский военный округ  | 73-я воздушная армия         | 72-й гвардейский истребительный авиационный корпус ПВО | 92-я гвардейская истребительная авиационная дивизия | Ла-7                                           |
| 05.02.1958 г. | Туркестанский военный округ | 73-я воздушная армия         | 72-й гвардейский истребительный авиационный корпус ПВО | 238-я истребительная авиационная дивизия            | МиГ-17                                         |
| 01.01.1960 г. | Бакинский округ ПВО         | 16-я гвардейская дивизия ПВО |                                                        |                                                     | МиГ-17                                         |
| 11.05.1961 г. | Бакинский округ ПВО         | 16-я гвардейская дивизия ПВО |                                                        |                                                     | МиГ-17, полк переформирован в зенитно-ракетный |

## Участие в операциях и битвах
- Яссо-Кишиневская операция с 20 августа 1944 года по 29 августа 1944 года.
- Белградская операция с 28 сентября 1944 года по 20 октября 1944 года.
- Дебреценская операция с 6 октября 1944 года по 28 октября 1944 года.
- Будапештская операция с 29 октября 1944 года по 13 февраля 1945 года.
- Западно-Карпатская операция с 12 января 1945 года по 18 февраля 1945 года.
- Балатонская операция с 6 марта 1945 года по 15 марта 1945 года.
- Братиславско-Брновская наступательная операция с 25 марта 1943 года по 5 мая 1945 года.
- Пражская операция с 6 мая 1945 года по 11 мая 1945 года.

## Почётные наименования
- 177-й гвардейский истребительный авиационный полк 4 ноября 1944 года за отличие в боях с немецкими захватчиками за овладение городом Дебрецен удостоен почётного наименования «Дебреценский»[5]

## Награды
- 177-й гвардейский Дебреценский истребительный авиационный полк 26 апреля 1945 года за образцовое выполнение боевых заданий командования в боях при прорыве обороны немцев в горах Вэртэшхэдьшег западнее Будапешта, овладении городами Эстергом, Несметт, Фельшегалле, Тата и проявленные при этом доблесть и мужество Указом Президиума Верховного Совета СССР награждён орденом Суворова III степени[6]

## Благодарности Верховного Главнокомандующего
Верховным Главнокомандующим дивизии объявлены благодарности:
- За овладение городами Яссы, Тыргу-Фрумос и Унгены[7]
- За овладение городам Дебрецен[8]
- За овладение городом Будапешт[9]
- За овладение Естергом, Несмей, Фельше-Галла, Тата, а также заняли более 200 других населённых пунктов[10]
- За овладение городами Комарно, Нове-Замки, Шураны, Комьятице, Врабле — сильными опорными пунктами обороны немцев на братиславском направлении[11]
- За овладение городами Трнава, Глоговец, Сенец — важными узлами дорог и опорными пунктами обороны немцев, прикрывающими подступы к Братиславе[12]
- За овладение важным промышленным центром и главным городом Словакии Братислава — крупным узлом путей сообщения и мощным опорным пунктом обороны немцев на Дунае[13]
- За овладение городами Малацки, Брук, Превидза, Бановце[14]
- За овладение городом Брно[15]
- За овладение городами Яромержице и Зноймо и на территории Австрии городами Голлабрунн и Штоккерау — важными узлами коммуникаций и сильными опорными пунктами обороны немцев[16]

## Отличившиеся воины
- Блинов Алексей Павлович, гвардии старший лейтенант, заместитель командира эскадрильи 177-го гвардейского истребительного авиационного полка 14-й гвардейской истребительной авиационной дивизии 3-го гвардейского истребительного авиационного корпуса 5-й воздушной армии 23 февраля 1948 года удостоен звания Герой Советского Союза. Золотая Звезда № 8308
- Догадайло Алексей Дмитриевич, гвардии старший лейтенант, командир звена 177 -го гвардейского истребительного авиационного полка 14-й гвардейской истребительной авиационной дивизии 3-го гвардейского истребительного авиационного корпуса 5-й воздушной армии 15 мая 1946 года удостоен звания Герой Советского Союза. Золотая Звезда № 6911
- Мальцев Константин Савельевич, гвардии капитан, командир эскадрильи 177-го гвардейского истребительного авиационного полка 14-й гвардейской истребительной авиационной дивизии 3-го гвардейского истребительного авиационного корпуса 5-й воздушной армии 15 мая 1946 года удостоен звания Герой Советского Союза. Золотая Звезда № 8964
- Мухин Анатолий Фёдорович, гвардии старший лейтенант, командир звена 177 -го гвардейского истребительного авиационного полка 14-й гвардейской истребительной авиационной дивизии 3-го гвардейского истребительного авиационного корпуса 5-й воздушной армии 15 мая 1946 года удостоен звания Герой Советского Союза. Золотая Звезда № 8992

## Статистика боевых действий
Всего за годы Великой Отечественной войны полком:
| Выполнено боевых вылетов | Сбито самолётов в воздухе | Уничтожено самолётов всего |
| ------------------------ | ------------------------- | -------------------------- |
| 10418                    | 443                       | 463                        |

Свои потери:
| Потеряно самолётов, всего | Погибло лётчиков всего | Погибло лётчиков в воздушных боях | Не вернулись с боевого задания | Погибло при налётах и прочие небоевые потери | Погибло в авиакатастрофах и умерло от ран |
| ------------------------- | ---------------------- | --------------------------------- | ------------------------------ | -------------------------------------------- | ----------------------------------------- |
| 133                       | 71                     | 19                                | 43                             | 0                                            | 9                                         |

## Лётчики-асы полка
| Фамилия, имя отчество | Награды | Сбито самолётов (+ в группе) | Примечание                                                                     |
| --------------------- | ------- | ---------------------------- | ------------------------------------------------------------------------------ |
| Олин Петр Степанович  |         | 14 + 1                       | Лётчик полка: март — август 1942 года. Боевых вылетов: 298; воздушных боев: 48 |

## Базирование
| Период             | Аэродром                         |
| ------------------ | -------------------------------- |
| 5.45 — 6.45        | Брно, Чехословакия               |
| 6.45 — 29.10.47    | Крумово, Болгария                |
| 29.10.47 — 21.6.49 | Кызыл-Арват, Ашхабадская область |
| 6.49 — 5.61        | Янгаджа, Ашхабадская область     |

## Самолёты на вооружении
| Период      | Самолёты  |
| ----------- | --------- |
| 1940 — 1941 | И-16      |
| 1940 — 1941 | МиГ-3     |
| 1941 — 1942 | ЛаГГ-3    |
| 1942 — 1946 | Ла-5      |
| 1946 — 1952 | Ла-7      |
| 1952 — 1961 | МиГ-15УТИ |
| 1952 — 1961 | МиГ-17    |